# خریستو کولف
خریستو کولف (بلغاری: Христо Колев؛ زادهٔ ۲۱ سپتامبر ۱۹۶۴) بازیکن سابق و مربی فوتبال اهل بلغارستان است.
از باشگاه‌هایی که در آن بازی کرده‌است می‌توان به باشگاه فوتبال پاناتینایکوس اشاره کرد.
وی همچنین در تیم ملی فوتبال بلغارستان بازی کرده‌است.